# Rivière-au-Renard
Rivière-au-Renard est un village compris dans le territoire de la ville de Gaspé, en Gaspésie–Îles-de-la-Madeleine, au Québec. D'abord constitué en municipalité de canton de Fox, puis en municipalité, le territoire de Rivière-au-Renard est annexé à Gaspé le 1er janvier 1971.
Considéré comme la capitale des pêches du Québec, l'exploitation et la transformation de la ressource halieutique comptent parmi les activités économiques prépondérantes.

## Géographie

### Topographie
Le village s'est formé autour d'un barachois, élément propice à la protection des embarcations de pêche. Il est en outre localisé à l'extrémité nord du parc national de Forillon.

### Démographie
Le noyau villageois compte 1 074 habitants répartis dans 475 ménages installés pour 75 % d'entre eux dans des maisons unifamiliales. L'âge médian de la population est de 52,1 ans. Tandis que l'on compte quelques anglophones, la quasi-totalité des habitants a le français comme langue maternelle.

### Économie

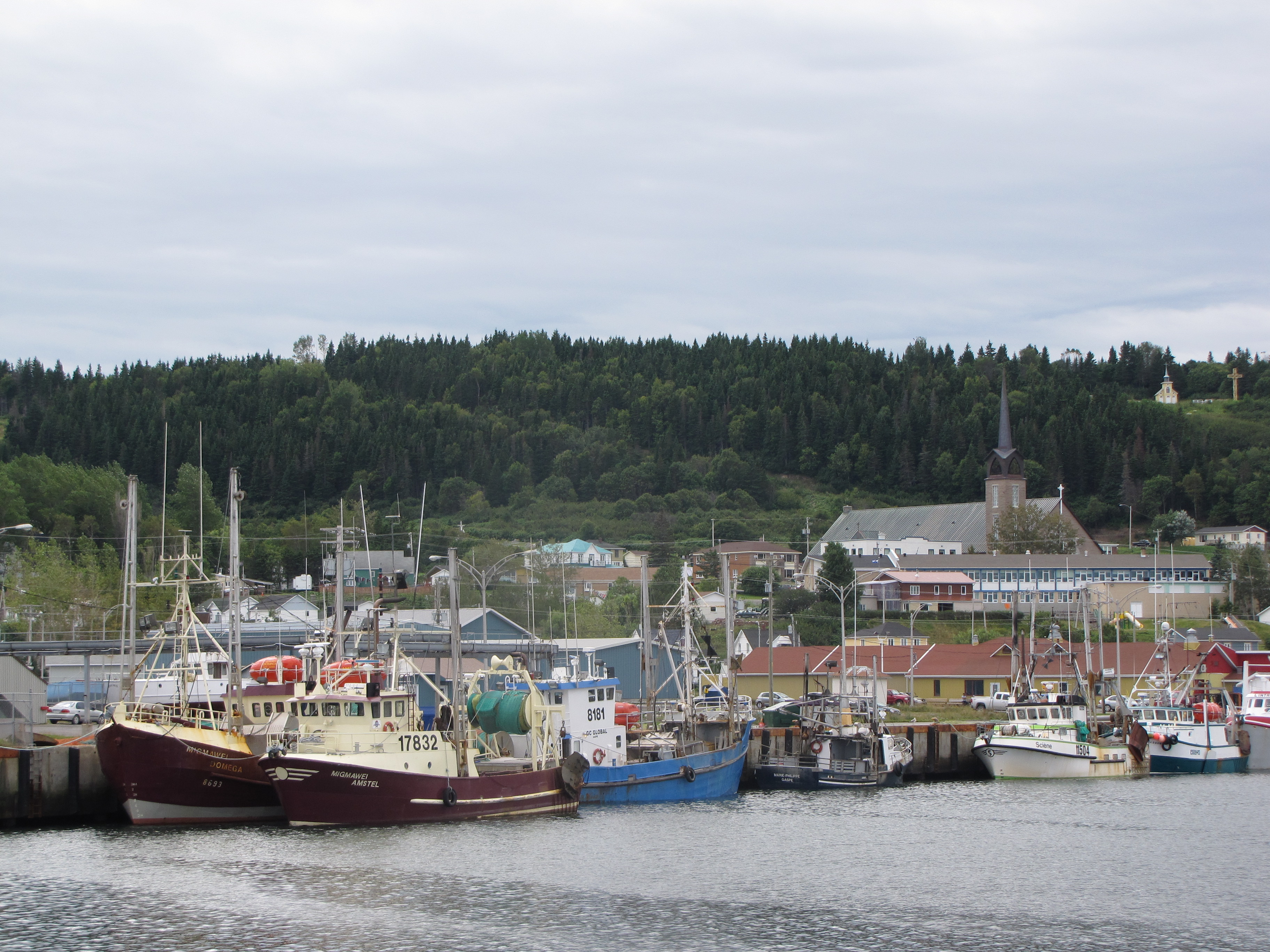
Port de Pêche à Rivière-au-Renard en 2010.

Bien que le village compte quelques exploitations agricoles, la pêche demeure la base de l'économie de Rivière-au-Renard, dont le port revendique, avec 116 embarcations, le titre de plus grand port de pêche au Québec. Ainsi, on comptait en 2015 une proportion de 20 % des travailleurs qui œuvrait dans l'exploitation des ressources naturelles ou leur transformation.

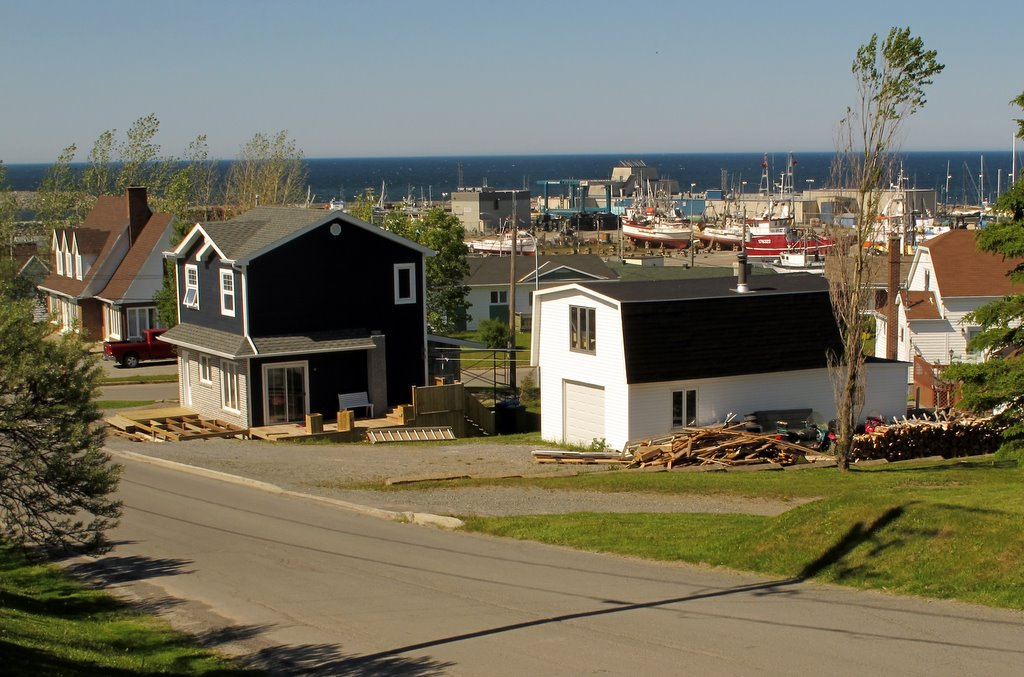
Des maisons devant le port en 2010.

La même année, le revenu médian des ménages était de 56 448 $. 15 % des personnes se trouvaient dans des ménages à faible revenu.

### Cataclysmes naturels
Le 9 août 2007, des pluies diluviennes causent une crue soudaine de la rivière au Renard. Combinée au reflux « gigantesque » de la marée, la crue entraîne l'inondation de 91 résidences et 19 commerces, la mort de 2 personnes et l'évacuation de 250 autres. 38 résidences doivent par la suite être relocalisées.
Le village de Rivière-au-Renard est également aux prises avec des épisodes d'érosion côtière.

## Histoire

### Toponymie
Rivière-au-Renard doit son nom à la rivière qui traverse le village, la rivière au Renard, qui tire elle-même sa dénomination du toponyme micmac Oôogoisoei Sipo (Wowgwisewei Sipu), littéralement « rivière au renard », évoquant le renard roux, abondant dans les environs. Pendant un certain temps, la municipalité porte coïncidemment le nom du canton dans lequel elle est comprise, Fox en français : « Renard », rappelant la mémoire de Charles James Fox, homme politique britannique.

### Chronologie
Au XVIIe siècle, voire avant, Rivière-au-Renard est un poste de pêche saisonnier. Un hameau est identifié par Nicolas Bellin en 1744 et le sieur d'Anville en 1755.
Le canton de Fox est proclamé le 1er janvier 1842, bien qu'une vingtaine de familles étaient déjà établies en 1836. Une mission dessert le village 1854 à 1858, puis la paroisse de Saint-Martin-de-la-Rivière-au-Renard est érigée canoniquement en 1860. Le nom de Saint-Martin rappelle Martin Samuel, un habitant de Rivière-au-Renard ayant montré son égard à l'endroit des missionnaires. La paroisse civile est érigée en 1861.
La municipalité de canton de Fox est érigée le 1er juillet 1855. Saint-Maurice-de-l'Échouerie se détache de Fox en mai 1923. La municipalité de canton change de nom et de statut, devenant le 5 août 1933 la municipalité de Rivière-au-Renard. À l'instar de dix autres municipalités des environs, Rivière-au-Renard est annexée par la Charte de la ville de Gaspé le 1er janvier 1971.
En octobre 1955 le juge Joseph Bilodeau conteste la victoire aux élections d'Albert Morris aux dépens de Lionel Rioux.

## Services

### Transports
Le village est relié reste du Québec par la route 132, vers Matane et Percé, et par la route 197, vers le centre de Gaspé. La Régie intermunicipale de transport Gaspésie–Îles-de-la-Madeleine assure une desserte locale en transport collectif vers Gaspé et L'Anse-à-Valleau. Orléans Express opère une liaison par autocar vers Rimouski.

### Loisirs, culture et vie communautaire
- Maison des Jeunes
- Cercle des fermières
- Association des personnes handicapées Val-Rosiers
- Chevaliers de Colomb
- Club de l'Âge d'Or
- Filles d'Isabelle
- Club Lions

## Personnalités
- Laurence Jalbert, chanteuse
- Sandra Dumaresq, comédienne
- Cédric Paquette, joueur professionnel de hockey
- Lionel Rioux, médecin

## Galerie

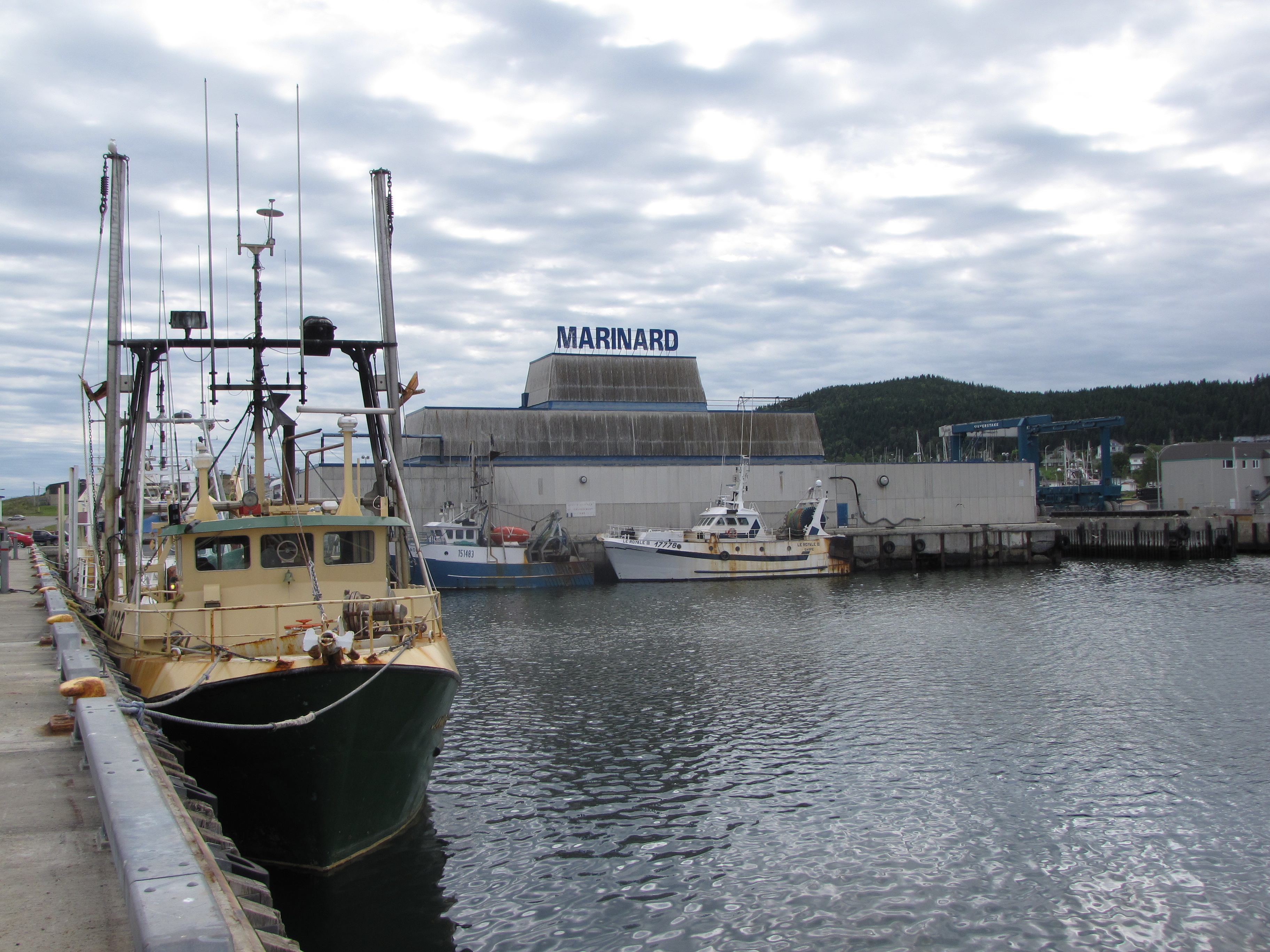
Usine de transformation de la crevette nordique à Rivière-au-Renard en 2010.
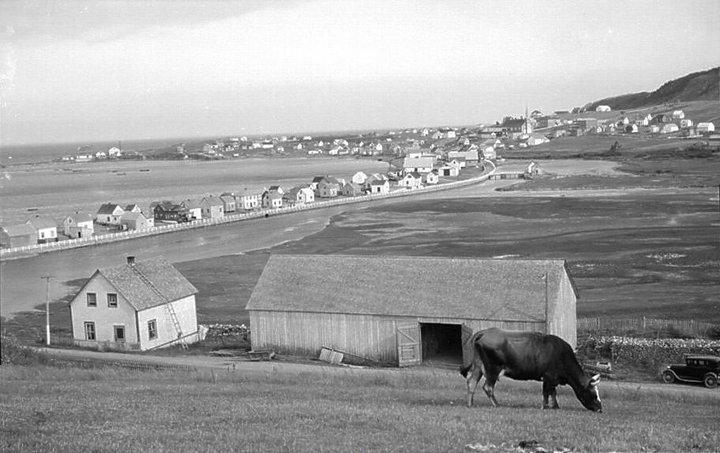
La ferme Samuel de Rivière-au-Renard en 1943.
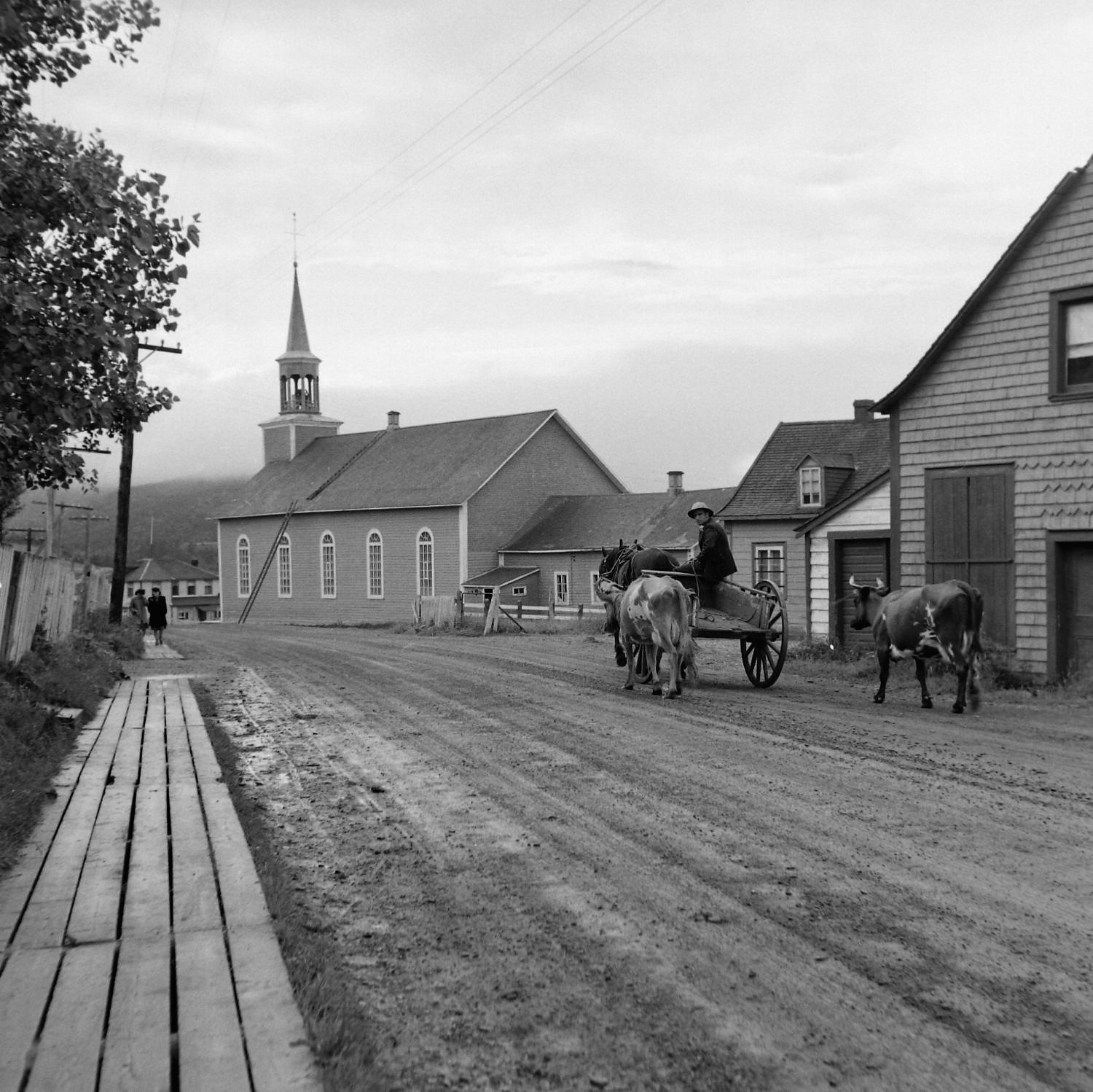
Vue de l'église construite en 1864, à Rivière-au-Renard, en 1948.
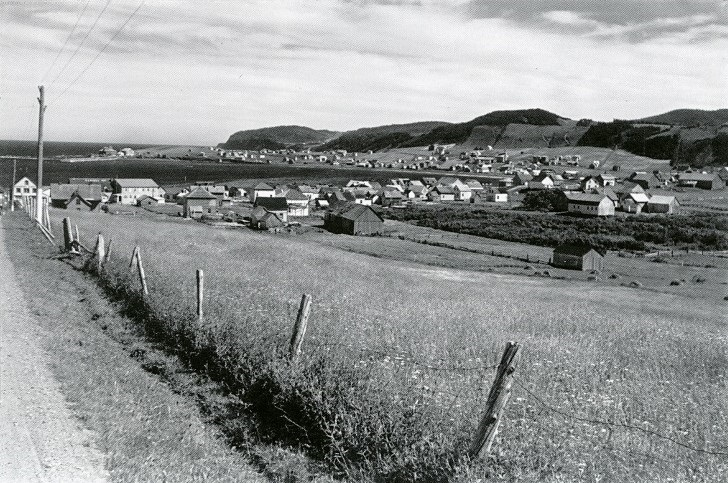
Rivière-au-Renard en 1938.
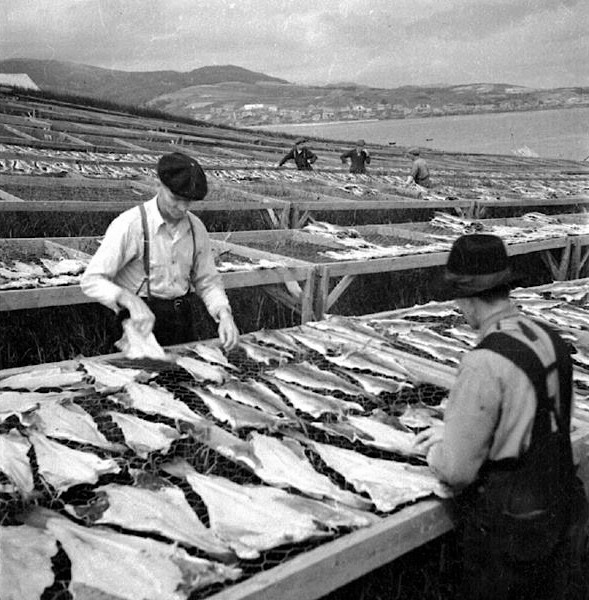
Pêcheurs travaillant au séchage des morues à Rivière-au-Renard en 1943.